# Аксонолайм замковий
Аксонолайм за́мковий — вид круглих червів родини аксонолаймідові. Один з 2 видів роду у фауні України.
Статус: III категорія.
Поширення: Дніпровсько-Бузький лиман (головним чином у його зх. частині) та Каховське водосховище. Ареал охоплює також гирлові ділянки Волги й гирло р. Анапки (Росія), Красноводську зат. Каспійського м. (Туркменистан), оз. Іссик-Куль (Киргизстан).
Місця перебування: дно водойм, переважно піщані ділянки на глибині 0,3-1,5 м; обростання на вищих водяних рослинах. Зустрічається головним чином на осолонених ділянках лиманів, у дуже обмеженій кількості — в опріснених та прісних водах.
Чисельність: щільність заселення виду в обростанні на вищих водяних рослинах різна: від 60 до 10 тис. особин на 1 кг сирої маси рослин.
Причини зміни чисельності: руйнування екосистеми Дніпровсько-Бузького лиману, погіршення санітарно-гігієнічного стану Каховського водосховища.
Особливості біології: солонувато водний, киснелюбний вид. Живиться переважно детритом. Найбільша кількість особин спостерігається восени. Співвідношення самок і самців — 6:1. Статевозрілі особини зустрічаються переважно в обростанні, личинки — на дні.
Розмноження у неволі: не досліджувалося.
Заходи охорони: не здійснювалися. Потрібно створити режим заповідності у гирловій ділянці Дніпра.